# Mie Augustesen
Mie Augustesen (ur. 19 lipca 1988 roku w Vejle) – duńska piłkarka ręczna, reprezentantka kraju, lewoskrzydłowa. Obecnie występuje w GuldBageren Ligaen, w drużynie Randers HK.

## Sukcesy
- Mistrzostwa Danii:
  - : 2012
  - : 2010, 2011
- Puchar EHF:
  - : 2010

## Nagrody indywidualne
- 2010: najlepsza lewoskrzydłowa mistrzostw Europy (Dania i Norwegia)